# Gebrüder Otto
Die Gebr. Otto Baumwollfeinzwirnerei GmbH + Co. KG (ehemals Gebr. Otto – Weberei und Zwirnerei und Gebrüder Otto, mechanische Zwirnerei & Elektrizitätswerk) ist eine im Jahre 1901 gegründete Spinnerei in Dietenheim im Alb-Donau-Kreis.

## Geschichte
Die Geschichte des Familienbetriebes in vierter Generation begann am Standort Dietenheim zunächst mit einer Zwirnerei und wurde nach dem Zweiten Weltkrieg angesichts der steigenden Nachfrage nach Textilien um die zusätzlichen Bereiche Färberei, Merzerisation und Ringspinnerei erweitert. Im Jahr 1953 wurde Werk 2 in Unterbalzheim in Betrieb genommen. Zu dieser Zeit führte die sich immer weiter verstärkende und noch anhaltende Globalisierung nach dem Zweiten Weltkrieg zu einer totalen Umkrempelung und Verlagerung der Produktionsstandorte der Textilindustrie in die sogenannte Dritte Welt. Der 50-jährige Anpassungsprozess endete mit dem Ergebnis, dass im einstigen Textilland Baden-Württemberg nur noch wenige Spinnereiunternehmen ihren Standort erhalten haben. In Dietenheim alleine gab es in den 1970er-Jahren noch über 1000 textile Arbeitsplätze. Otto entschied sich gegen eine Verlagerung der Produktion ins Ausland und setzt stattdessen auf eine Premium- und Nischenstrategie, um am internationalen Markt bestehen zu können. Hierzu baute der jetzige Geschäftsführer und studierte Textilingenieur Andreas Merkel eine seit 2009 bestehenden Kooperation auf mit der Universität Ulm und der Fachhochschule Reutlingen, die ebenfalls in einer einstigen Textilhochburg beheimatet ist. Inzwischen gilt die Spinnerei als eine der modernsten Anlagen in ganz Europa.

## Produkte
Die Spinnerei und Zwirnerei in Unterbalzheim sowie die Färberei in Dietenheim stellen Garne für die Bekleidungsindustrie her, die zu 100 Prozent in Deutschland produziert werden. Weiterhin werden unter dem Label „Otto-Medicare“ Hygieneprodukte hergestellt und vertrieben. Die zweite Säule des Unternehmens ist die Entwicklung und Einführung nachhaltiger, ganzheitlicher Produktkonzepte unter dem Label „Sustainable Concepts“. 2015 produzierte die Firma 3000 Tonnen Baumwollgarne, zwirnte 1000 Tonnen Garne. 900 Tonnen wurden gefärbt und 75 Tonnen merzerisiert. Zu den Abnehmern der Garne zählen Markenbekleidungshersteller des mittleren bis gehobenen Segments aus Deutschland und angrenzenden Ländern, wie Trigema, Brax Leineweber, Eterna und Lacoste inklusive diverser Unterwäschehersteller, wie Mey, Falke, Schiesser, Triumph und Speidel sowie die Kinderbekleidungsmarke Petit Bateau der Groupe Yves Rocher. Ein weiteres Geschäftsfeld des Traditionsbetriebes ist die Entwicklung und Herstellung von technischen Textilien.

## Nachhaltige Produktion

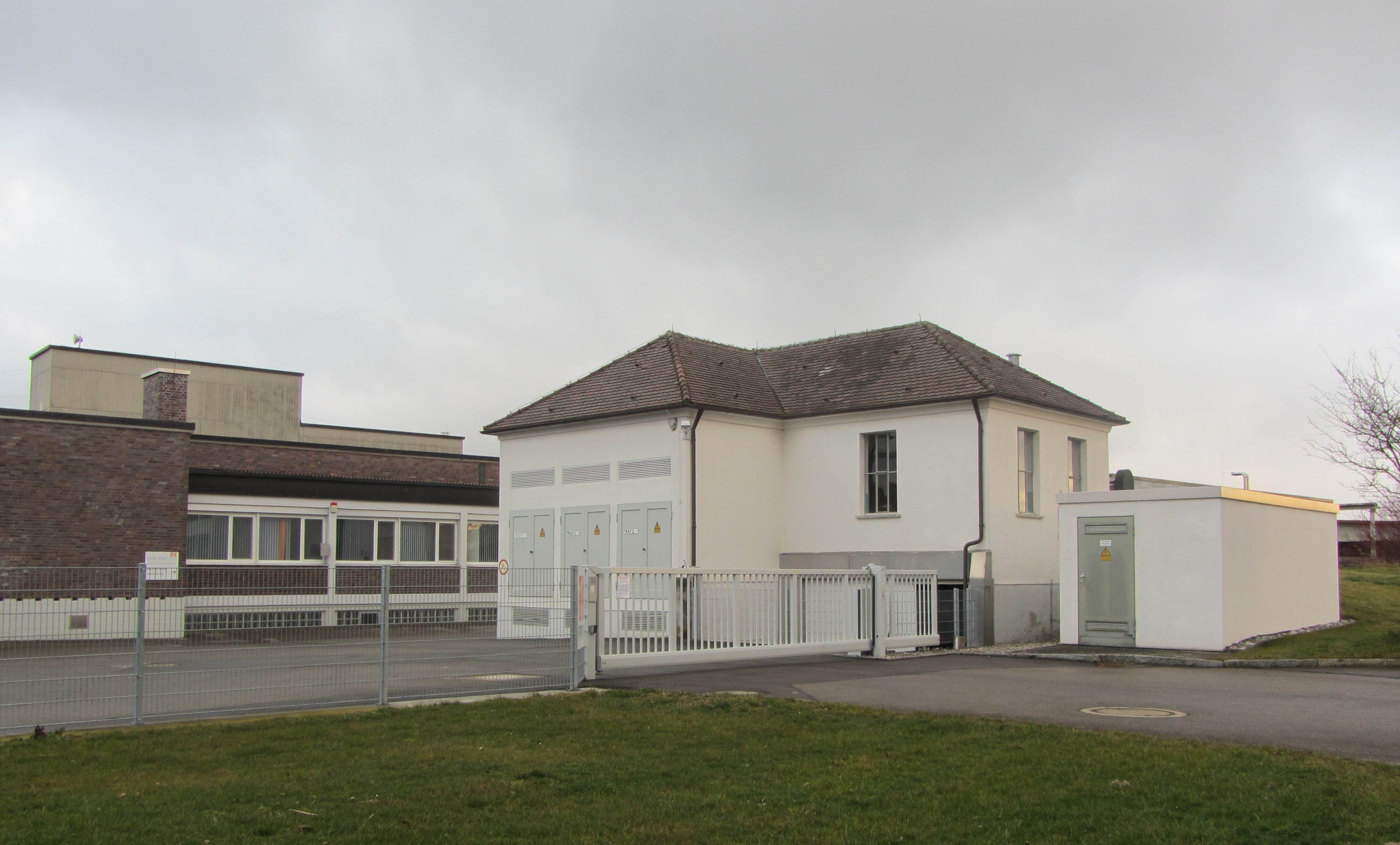
Maschinenhaus Laufwasserkraftwerk Otto innerhalb des Firmengeländes Werk 2 Unterbalzheim

Die Unternehmenssparte „Sustainable Concepts“ der Gebrüder Otto GmbH & Co. KG befasst sich seit 1998 mit der Entwicklung und Einführung nachhaltiger, ganzheitlicher Produktkonzepte. Ein Beispiel dafür ist der Einsatz von Kapok als Rohstoff für die Garnherstellung. 2006 gelang es Otto, Kapok, das bis dahin als unverspinnbar galt, zusammen mit Baumwolle zu einem Garn zu verarbeiten. Die Kapokfaser ist eine Hohlfaser, sechsmal leichter als Baumwolle ist sie die leichteste Naturfaser der Welt. Kapokbäume wachsen wild in allen tropischen Ländern und müssen weder bewässert, gedüngt oder mit Pflanzenschutzmitteln behandelt werden.
Zum Nachhaltigkeitskonzept des Unternehmens gehören auch selbstentwickelte Recyclingverfahren. So bereitet Gebrüder Otto Abfälle wie fehlerhafte Garne, Spulfäden oder Webkanten auf und lässt diese wieder in den Produktionsprozess einfließen. Dieses Produktionsverfahren wird „Recot²“ genannt. Der Name setzt sich aus den Teilen Re für recycled (wiederverwertet), cot für Cotton (Baumwolle) und dem Faktor 2 der Einsparmöglichkeit von Wasser zusammen. Bei der Produktion von einem Kilogramm Baumwolle können so je nach Mischungsverhältnis bis zu 10.000 Liter Wasser eingespart werden. Ein weiteres Innovationsfeld, in dem sich Otto bewegt, ist der Versuch aus recycelten Karbon-Kunststofffasern Garne herzustellen, was schon teilweise gelungen ist.

## Reallabor und Textilstadt
In einem „Reallabor“ soll die Produktion in Dietenheim gläsern gemacht werden. So können die Konsumenten die Qualität einschätzen und den höheren Standard für Öko-Produkte erkennen. Das Projekt „Reallabor“ zur nachhaltigen Transformation der Textilwirtschaft der beiden Hochschulen Universität Ulm (Lehrstuhl für Nachhaltige Unternehmensführung) und Hochschule Reutlingen wird von der baden-württembergischen Landesregierung mit 960.000 Euro gefördert.

## Zertifizierungen
- ISO 9001[24]
- ISO 14001[24]
- ISO 50001[24]
- Oeko-Tex Standard 100plus (2002)[24][25][11]
- Fair-Trade-Siegel, das Gütezeichen für fairen Handel[24]
- GOTS-Siegel[24]
- Naturaline[24]

## Auszeichnungen
- Umweltpreis für Unternehmen Baden-Württemberg, Anerkennung im Sektor Industrie, Ministerium für Umwelt, Klima und Energiewirtschaft Baden-Württemberg (2010)[6]
- Platz 31 der nachhaltigsten deutschen Unternehmen, „Nachhaltiger Hersteller“ Bronzemedaille vom Bundesverband „Die Verbraucher Initiative e. V.“  (2011)[6][26]
- Nominee Oeko-Tex Sustainability Award Kategorie Produktinnovation, Oeko-Tex Gemeinschaft (2013)[27][28]
- 100 Betriebe für Ressourceneffizienz, Ministerium für Umwelt, Klima und Energiewirtschaft Baden-Württemberg (2015)[29]
- Finalist ITMA Industry Excellence Award, International Textile Machinery Association (2016)[30][31]

## Verbände
Gebrüder Otto ist Mitglied bei Südwesttextil, einem Wirtschafts- und Arbeitgeberverband der baden-württembergischen Textil- und Bekleidungsindustrie, in dem sich 150 Textilunternehmen im Südwesten Deutschlands zusammengeschlossen haben. Ebenso ist Otto Mitglied des Vereins Ulmer Initiativkreis nachhaltige Wirtschaftsentwicklung e. V. (unw).

## TV-Berichterstattung
- Landesschau Baden-Württemberg heute und Baden-Württemberg aktuell des SWR Fernsehens, 24. April 2003[33]
- „Bio-Spinnerei in Dietenheim – Baumwolle ohne Gift“, Sendung „natürlich!“ SWR Fernsehen, 17. November 2015[34]